# Qatiq

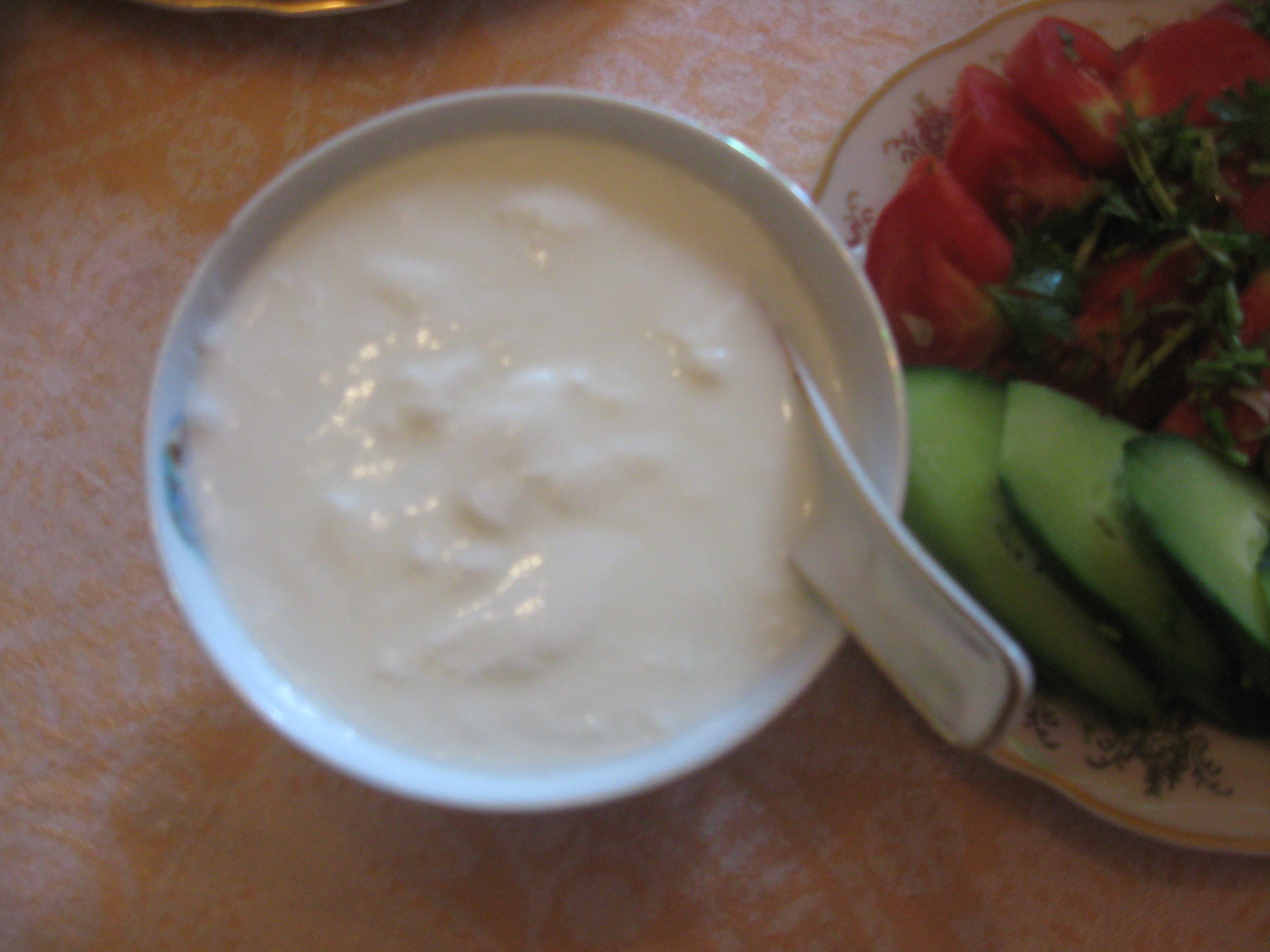
Qatiq ở Azerbaijan

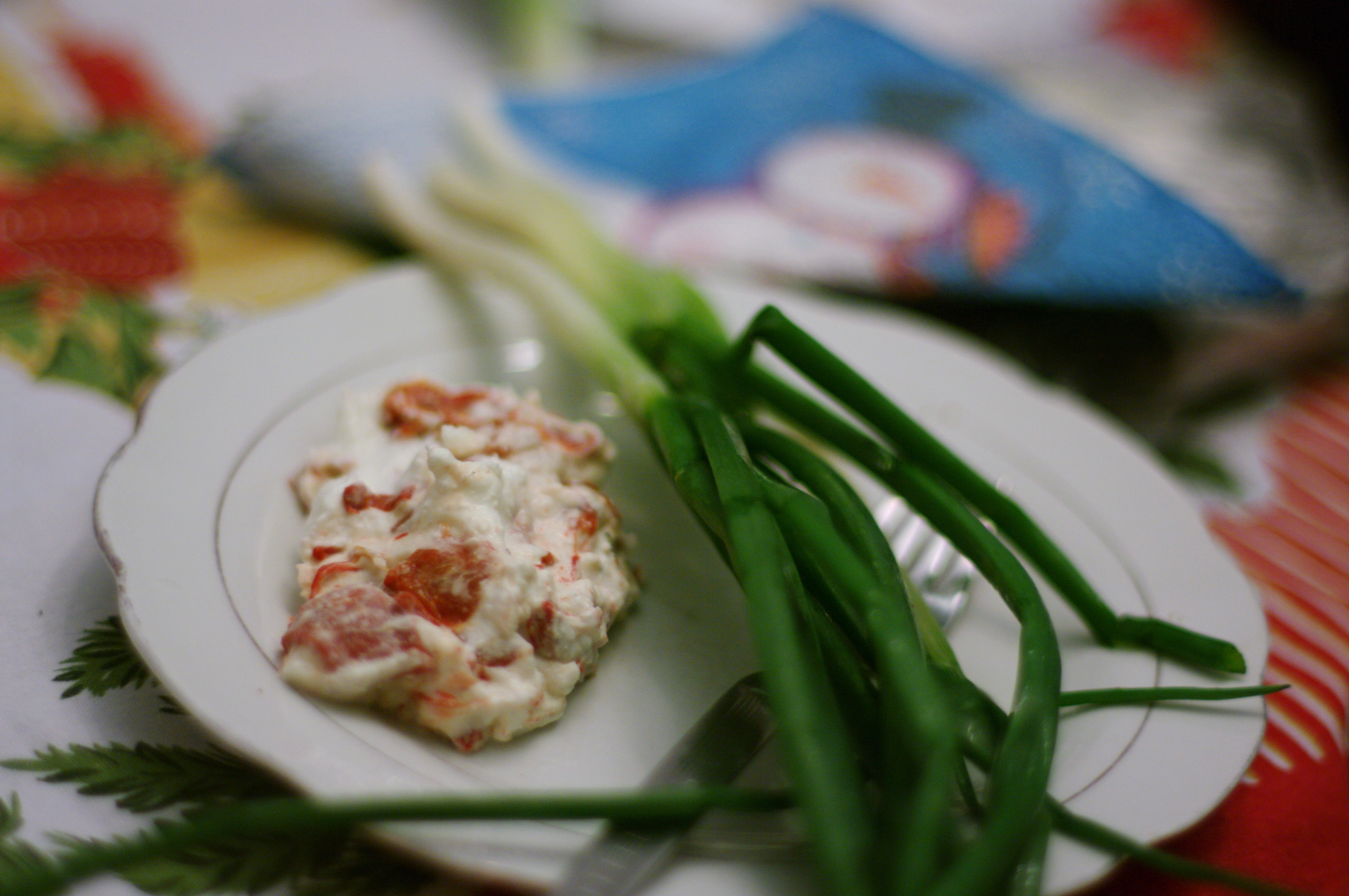
Qatiq ở Bulgaria

Qatiq là một sản phẩm sữa lên men có nguồn gốc từ các quốc gia Turk. Nó được coi là một dạng sữa chua rắn hơn ayran.
Để làm qatiq, sữa đun sôi được lên men trong 6–10 giờ ở nơi có nhiệt độ ấm áp. Đôi khi củ cải đỏ hoặc quả anh đào được sử dụng. Sản phẩm có thể được giữ ở nơi mát mẻ trong hai hoặc ba ngày. Nếu để lâu sẽ bị chua. Tuy nhiên, nó vẫn có thể được thêm vào súp có nhiều chất béo. Súp chalop được làm từ qatiq ở Uzbekistan.
Khi sữa chua được lọc trong túi vải, sản phẩm thu được gọi là suzma. Suzma khô, hay còn được gọi là kurut, thường được cuộn thành những quả bóng có kích thước bằng đá cẩm thạch.

## Nguyên ngữ
Một số tên địa phương bao gồm: катык ở Nga, katık ở Thổ Nhĩ Kỳ, qatıq ở Azerbaijan, qatiq tại Uzbekistan, қатық ở Kazakhstan, gatyk ở Turkmenistan. Nó được gọi là къатыкъ thuộc về Người Tatar Krym và қатиқ thuộc về người Người Duy Ngô Nhĩ. Ở Bulgaria, катък là một loại phết có độ đặc của mayonnaise.